# Copyfraud
Copyfraud is het gebruik van valse claims van auteursrecht om controle te krijgen over werken die niet onder iemands juridische controle vallen.

## Oorsprong
De term is bedacht door Jason Mazzone, een Associate Professor of Law aan de Brooklyn Law School. Mazzone omschrijft copyfraud als:
- Het claimen van auteursrechten van materiaal in het publieke domein.
- De oplegging van beperkingen door een auteursrechthebbende die verdergaat dan wat de wet toestaat.
- Het claimen van auteursrechten op basis van het bezit van kopieën of archieven.
- het claimen van auteursrechten door het publiceren van werk in het publiek domein in een ander medium.

Mazzone stelt dat copyfraud meestal succesvol is, omdat er weinig en zwakke wetten zijn die het gebruik van valse claims strafbaar maken samen met de lakse handhaving van de wetten, en omdat weinig mensen bekwaam genoeg zijn om juridisch advies te geven over de auteursrechtelijke status van het betreffende materiaal.
Jurist Paul J. Heald publiceerde in 1993 een paper in de Journal of Intellectual Property Law waarin hij de mogelijkheden onderzocht om weerstand te bieden tegen betalingseisen voor valse copyrightclaims, die theoretisch weerstaan zouden kunnen worden door verschillende handelswetgevingen:
1. schending van de rechtvaardig gebruik van de titel
2. ongerechtvaardigde verrijking
3. fraude
4. valse reclame

Heald haalde een geval aan waarin de eerste van deze theorieën met succes werd gebruikt in de context van auteursrechten: Tams-Witmark Music Library v. New Opera Company. Een operabedrijf kocht het recht om de opera The Merry Widow uit te voeren voor $50.000 per jaar. Na iets meer dan een jaar van uitvoeringen ontdekte het bedrijf dat het werk zich reeds enkele jaren eerder in het publiek domein bevond door een fout van de auteursrechtenhouder om het copyright te vernieuwen. Het staakte met het betalen van royalty's, en na aangeklaagd te worden door de eigenaar van de verstreken auteursrechten, kwam het met een tegenclaim voor de schade voor het aan de eigenaar betaalde bedrag op basis van een schending van de tegenprestatie-theorie. De rechtbank kende het operabedrijf een schadevergoeding toe van 50.500 dollar, en het hof van beroep bevestigde het vonnis, met als bevinding dat The Merry Widow in zijn geheel en eeuwigdurend in het publieke domein terecht was gekomen en vrij beschikbaar kwam voor onbeperkt gebruik door iedereen. 

## Opmerkelijke Incidenten
- In 2016 markeerde een YouTube-kanaal dat bekend staat als NintendoGamingHD video's wegens inbreuk op het auteursrecht op video's die eigendom zijn van een andere YouTube-gebruiker, VideoGamePhenom, wat resulteerde in de verwijdering van bijna 60 video's. Dit is meerdere keren voorgekomen bij afzonderlijke incidenten, waardoor VideoGamePhenom werd beëindigd, ondanks pogingen om terug te komen. Vijf jaar sinds dit incident begon, viel NintendoGamingHD terug in het markeren van video's voor copyright, wat resulteerde in het verwijderen van 451 video's die eigendom waren van VideoGamePhenom.